# Ajgek
Ajgek – wieś w Armenii, w prowincji Armawir. W 2011 roku liczyła 1433 mieszkańców.